# Гарин, Дмитрий Владимирович
Дмитрий Владимирович Гарин (28 ноября 1977 г., Орел, РСФСР, СССР) — основатель Hyperboloid Records, креативный предприниматель, музыкальный продюсер, саунд-дизайнер, один из организаторов фестиваля электронной музыки и медиаискусства «АбРаКаДаБрА» и куратор курса музыкального продюсирования в Школе дизайна НИУ ВШЭ. Эксперт по цифровой трансформации с опытом работы в компаниях Yota, Yammer и Microsoft. Экс-вице-президент «Рыбаков Фонд». В качестве композитора и саунд-дизайнера сотрудничал с Кириллом Серебренниковым, Филиппом Григорьяном, Олегом Нестеровым и Владимиром Мартыновым.

## Биография
Родился в 1977 году в городе Орле. С 12 лет начал заниматься электронной музыкой: разбирал кассетные проигрыватели, делал из пленок биты и крутил ручки на радиоприемнике.
В 1993 поступил в МИФИ.
В 2005 окончил класс музыканта и композитора Брэда Хэтфилда и курсы по оркестровке в музыкальном колледже Беркли (Berklee College of Music) в рамках мастер-сертификата по композиции музыки для кино, игр и телевидения.
В 2004 году основал лейбл электронной музыки Hyperboloid Records, принесший ему наибольшую известность.
В 2008 стажировался в шведской звукозаписывающей компании Polar Studios.
В 2009 году основал музыкальный проект Acid Mafia, игравшим в жанре acid house — направление, символизирующее собой начало 1990-х в танцевальной электронике и заложившее фундамент для всего разнообразия современной бас-музыки. В музыке Acid Mafia использовал в том числе старые драм-машины и басовые синтезаторы.

## Hyperboloid Records
В 2004 году Дмитрий Гарин основал лейбл экспериментальной электронной музыки Hyperboloid Records, главной целью которого является позиционирование, продвижение и финансирование записей электронной экспериментальной музыки. Руководителями лейбла Hyperboloid Records помимо Дмитрия являются также Алексей Девянин (Pixelord) и Сергей Сабуров (Saburov). Среди резидентов лейбла — музыканты Summer Of Haze, Bad Zu и Koloah и многие другие.
Помимо прочего с лейблом в разное время сотрудничали такие известные отечественные артисты, как Хаски, IC3PEAK и Nikita Zabelin. Гиперболоид дважды получал награду «Лейбл года» по версии Jagermeister Music Awards в 2015 и 2017 г. Под эгидой лейбла проходят многочисленные вечеринки по всей России.

#### Internetghetto Records
Internetghetto Records — саблейбл Hyperboloid Records был запущен Дмитрием Гариным, Алексеем Девяниным и Сергеем Сабуровым в 2014 году. Специализируется на выпуске музыки начинающих продюсеров.

#### Aelita Records
Aelita Records — саблейбл Hyperboloid Records был запущен Дмитрием Гариным, Алексеем Девяниным и Сергеем Сабуровым в 2020 году. Занимается продвижением нео-поп и гиперпоп музыки.

## Фестиваль «АбРаКаДаБрА»
В 2004 совместно с Ларисой Меликьянц Дмитрий Гарин основал фестиваль электронной музыки и аудиовизуального искусства «АбРаКаДаБра», где участвовал в том числе в качестве музыкального директора c 2004 по 2009 год.
На фестивале 2007 года Дмитрий продюсировал специальный концерт музыки современных электронных музыкантов и композиторов (Edgare Varese, Aphex Twin, Squarepusher, Boards of Canada, Игорь Кефалиди) — в исполнении российского академического ансамбля Студия Новой Музыки.

На фестивале в разное время выступали Venetian Snares, Daddy G («половина» Massive Attack), а также Zeena Parkings, Keith Fullerton Whitman, Ikue Mori, Ryoji Ikeda и многие другие.
«Идея создания фестиваля принадлежит нам с Ларисой Меликьянц, директором Абракадабры. А начиналось все во время фестиваля Сонар, который проходит в Барселоне… В один из дней мы заглянули на маленький фестивальчик с зовущим названием Wrong Festival. Только представьте себе, с одной стороны огромнейшая махина Сонар — 20 помещений и 100 тысяч человек, а с другой стороны маленький клубец на 100 человек, и то если на шею друг другу сесть. А в клубе том выступали Donna Summer (который Jason Forrest), Hrvatski (Keith Fullerton Whitman) и End (Charles Pierce). У нас отвисли челюсти от такой музыки и от такого ее исполнения. Мы подумали, что надо привезти этих парней в Москву на более хороший звук. Подошли, договорились, организовали. Так все и началось…»

## Театр
Сочинил музыку и оформил звук для театральных проектов и спектаклей:
- спектакль Олега Нестерова «Из жизни планет» с группой Мегаполис. Участвует в проекте в качестве исполнителя с 2013 года по настоящее время, всего более 15 спектаклей[26];
- презентация Hyperboloid Virtual Reality — видеоклипа Fisky «Traektoria» в виртуальной реальности[27];
- музыкальный спектакль «Распорядок», Политеатр с Владимиром Мартыновым, ансамблем ударных инструментов Пекарского и видео-художником Яном Калнберзиным[28]
- открытие буквы «П» в Перми с уличным театром «Огненные Люди»[29]
- спектакль «Маленькие Трагедии», Гоголь-центр (премия «Золотая Маска» 2019 г.)[30]
- спектакль «Кафка», Гоголь-центр[31];
- спектакль «Ахматова. Поэма без героя», Гоголь-центр (премия «Золотая маска» 2018 г.)[32]

## Образовательная деятельность
Куратор и преподаватель курса «Музыкальное продюсирование» в Школе дизайна НИУ ВШЭ.
Разработал совместно с Сергеем Сабуровым и Алексеем Девяниным обучающий курс «Электронная музыка с нуля до PRO», где преподают руководители и резиденты лейбла Hyperboloid Records: Девянин, Сабуров, Jan Amit, A. Fruit.

## Карьера в IT
Выступал как бизнес-евангелист корпоративной социальной сети Yammer, где распространял свои рекомендации и привлекал новых клиентов. До Microsoft работал директором по корпоративным IT-сервисам в компании Yota и занимался внедрением инструментов, повышающих продуктивность сотрудников.